# 越智光夫
越智光夫（おち　みつお、1952年8月6日-）は、日本の医学者・医学博士。第12代広島大学学長。専門は、整形外科、スポーツ医学、再生医療。長年、膝関節の前十字靭帯再建術など膝靱帯スポーツ外傷の治療法および膝関節軟骨の再生や修復に関する治療法の研究に取り組んできた。軟骨に損傷を受けた患者から軟骨を少量採取して培養軟骨をつくり、再び手術で欠損部へ戻す治療法（自家培養軟骨移植術）の確立・開発に成功し、2013年4月よりジャック®（製品名）として保険が適用されている。また、鉄の粒子を取り込ませた幹細胞を関節に注入し、体外から磁石で患部に集める方法で、損傷した膝の軟骨を修復する治療法の考案者としても知られる。2015年4月から現職。

## 生い立ち
愛媛県今治市出身。出身校は、愛光中学校・高等学校。
広島大学医学部卒業後、整形外科に入局し、手の外科の世界的な権威である津下健哉に指導を受ける。1983年からヨーロッパに留学。43歳で島根医科大学教授に就任した。2002年に広島大学大学院医歯薬学総合研究科教授に就任。カープやサンフレッチェの選手の治療やけが予防にも取り組む。2004年には日本学術会議会長賞、2012年には中国文化賞を受賞。2015年、紫綬褒章を受章。

## 略歴
- 昭和52年3月 広島大学医学部卒業
- 同年5月 広島大学医学部附属病院 医員(研修医)
- 昭和59年10月 医学博士(広島大学)
- 昭和60年4月 広島大学医学部附属病院 助手
- 平成3年4月 広島大学医学部附属病院 講師
- 平成6年4月 広島大学医学部 助教授
- 平成7年9月 島根医科大学医学部 教授(平成14年3月31日まで)
- 平成13年4月 島根医科大学地域医学共同研究センター長(初代)
- 平成14年4月 広島大学大学院医歯薬学総合研究科 教授
- 平成16年4月 広島大学病院副病院長
- 平成18年1月 University of Perugia Visiting Professor
- 同年3月 広島大学病院がん治療センター長(併任)(平成19年3月31日まで)
- 平成19年4月 広島大学病院長(平成23年3月31日まで）
- 平成20年4月 広島大学理事(医療担当)(平成23年4月30日まで)
- 平成21年5月 Thorndike Visiting Lecturer (Visiting Professor), Massachusetts General Hospital, Department of Orthopedic Surgery, Harvard Medical School
- 平成22年6月 University of Ioannina Visiting Professor
- 平成23年5月 広島大学理事・副学長(医療担当)(平成24年3月31日まで)
- 平成24年4月 広島大学大学院医歯薬保健学研究院 教授、広島大学学長特命補佐(北口開発担当)
- 平成25年7月 University of California, Irvine School of Medicine Visiting Professor
- 同年9月 広島大学病院スポーツ医科学センター長(併任)(平成27年3月31日まで)
- 平成26年3月 Hasanuddin University, Visiting Professor(平成28年3月まで)
- 平成27年4月 国立大学法人広島大学長
- 平成30年8月 北京大学 Institute of Sports Medicine 名誉教授（令和4年8月迄）

## 受賞・表彰歴
1. John J. Joyce Award (国際関節鏡学会, コペンハーゲン, 1993)
2. 日本学術会議会長賞 (2004)
3. John J. Joyce Award (国際関節鏡・膝・スポーツ学会, フロリダ, 2005)
4. 文部科学大臣表彰科学技術賞（科学技術振興分野）(2010)
5. 内視鏡の著名な医師賞 (世界内視鏡医会議, 北京, 2011)
6. 第69回中国文化賞 (中国新聞社) 受賞 (2012.11.3)
7. 厚生労働大臣賞受賞 (2014)
8. Takagi & Watanabe Award（Asia-Pacific Knee, Arthroscopy and Sports Medicine Society (APKASS), 台北, 2015)
9. 紫綬褒章受章 (2015)
10. Masaki Watanabe Award受賞 (第8回日本関節鏡・膝・スポーツ整形外科学会,福岡, 2016.7.28)
11. 日本整形外科学会学術賞受賞 第90回日本整形外科学会学術総会 (於: 仙台, 2017.5.17)
12. 2018年度日本再生医療学会功績賞受賞 第17回日本再生医療学会総会 (於: 横浜,2018.3.22)
13. Certificate of Appreciation インドネシア共和国 研究・技術・高等教育省 (於:インドネシア, 2019.2.5)
14. 文部科学大臣表彰科学技術賞（研究部門）(2020.4.14)
15. Certificate of Appreciation 在京エジプト大使館　(東京、2020.07.09)

## 研究活動・社会貢献
1. 日本整形外科学会 (第86回日本整形外科学会学術総会会長 (2013), 名誉会員 2019.5.8～)
2. 日本関節鏡･膝・スポーツ整形外科学会 (JOSKAS, 理事長2009.6.25～2018.6.15, 名誉会員2018.06.15～)
3. 日本再生医療学会 (第9回学会総会 (2010)会長,名誉会員 2019.3.22~)
4. International Cartilage Repair Society （編集委員メンバー, 2005~）
5. 北米関節鏡学会 (名誉会員2004.6～)
6. スペイン関節鏡学会 (名誉会員2007.5～)
7. ヨーロッパ整形外科スポーツ学会 (名誉会員2009.5～)
8. Cartilage　（編集委員メンバー、2010年～）
9. The Bone and Joint Decade (会員, 国際評議会メンバー 2011.4～, Ambassador 2014.10.29～)
10. Asian Cartilage Repair Society（初代会長 2011.10.12～2014.12.5）
11. アジア太平洋関節鏡･膝･スポーツ整形外科学会 (APKASS)（創設時会長 2013.1～2014.12）
12. 日本末梢神経学会 (理事2000.8.27～, 第17回学会 (2006)会長, 理事長2012.9.3～2016.8.25, 名誉会員2017.8.26～)
13. 日本学術会議 (連携会員 2011.10.3～2017.9.30, 会員 2017.10.1～2023.9.30)
14. 公益財団法人山階鳥類研究所評議員 (2018.6.21～2022.6月)
15. Life Sciences Baltics 2018 Plenary Lecture (2018.9.26, ビリニュス・リトアニア)
16. 国立大学協会理事（2015.6.15～2017.6.14, 2019.6.11～2021.6.）
17. エジプト日本科学技術大学（E-JUST）理事(2019.7.1～2023.6.30)
18. 文部科学省科学技術・学術審議会 総合政策特別委員会委員(2019.4.15～2021.2.14)
19. 内閣府大学支援フォーラムPEAKS幹事会メンバー（2019.5.17～2021.3.31）
20. 内閣官房再生・細胞医療・遺伝子治療開発協議会構成員（2020.9.1～2022.3.31)
21. 国際観光振興機構MICEアンバサダー（2020.9.25～2022.3.31）
22. 文部科学省科学技術・学術審議会委員（2021.2.15～2023.2.14）
23. 文部科学省中央教育審議会委員（2021.3.9～2023.3.8）

## 論文
以下の代表的な論文10編の他、500編を超える英語論文を出版。
1. Ochi M, Ikuta Y, Miyamoto Y, Takeno S. Experimental evidence of selective axonal regeneration in allogenic and isogenic Y-Chambers. Experimental Neurology;115(2): 260-265, 1992.
2. Ochi M, Kwong WH, Kimori K, Chow SP, Ikuta Y. Reinnervatio of Denervated Skeletal Muscles by Grafted Dorsal Root Ganglion. Experimental Neurology; 118(3):291-301, 1992.
3. Ochi M, Uchio Y, Okuda K, Shu N, Yamaguchi H, Sakai Y. Expression of cytokines after meniscal rasping to promote meniscal healing. Arthroscopy;17(7):724-731, 2001.
4. Ochi M, Uchio Y, Kawasaki K, Wakitani S, Iwasa J. Transplantation of cartilage-like tissue made by tissue-engineering for the treatment of cartilage defects of the knee. Journal of Bone Joint Surgery[Br];84(4):571-578, 2002.
5. Mitsuo Ochi, Nobuo Adachi, Masataka Deie, Atsushi Kanaya. Anterior Cruciate Ligament Augmentation Procedure With a 1-incision Technique: Anteromedial Bundle or Posterolateral Bundle Reconstruction. Arthroscopy;22(4):463, 2006.
6. Adachi N, Ochi M, Deie M, Ishikawa M, Ito Y. Osteonecrosis of the knee treated with a tissue-engineered cartilage and bone implant. A case report. The Journal of Bone and Joint Surgery;89(12):2752-2757, 2007.
7. Kobayashi T, Ochi M, Yanada S, Ishikawa M, Adachi N, Deie M, Arihiro K. A novel cell delivery system using magnetically labeled mesenchymal stem cells and an external magnetic device for clinical cartilage repair. Arthroscopy 24(1): p69-76, 2008.
8. Anderson AF, Irrgang JJ, Dunn W, Beaufils P, Cohen M, Cole BJ, Coolican M, Ferretti M, Glenn RE Jr, Johnson R, Neyret P, Ochi M, Panarella L, Siebold R, Spindler KP, Ait Si Selmi T, Verdonk P, Verdonk R, Yasuda K, Kowalchuk DA. Interobserver reliability of the International Society of Arthroscopy, Knee Surgery and Orthopaedic Sports Medicine (ISAKOS) classification of meniscal tears. The American Journal of Sports Medicine;39(5):926-932, 2011.
9. Kamei G, Kobayashi T, Ohkawa S, Kongcharoensombat W, Adachi N, Takazawa K, Shibuya H, Deie M, Hattori K, Goldberg JL, Ochi M. Articular cartilage repair with magnetic mesenchymal stem cells. Am J Sports Med. 41(6): p1255-1264, 2013.
10. Kamei N, Ochi M, Adachi N, Ishikawa M, Yanada S, Levin LS, Kamei G, Kobayashi T. The safety and efficacy of magnetic targeting using autologous mesenchymal stem cells for cartilage repair. Knee Surgery Sports Traumatology Arthroscopy. 26(12): p3626-3635, 2018.

## 著書/日本語
以下の著書をはじめ、その他100を超える著書を出版。
1. 越智光夫編「『最新整形外科学大系』　膝関節・大腿　第17巻」　中山書店、2006年、416頁。
2. 越智光夫編「『最新整形外科学大系』スポーツ傷害　第23巻」中山書店、2007年、510頁。
3. 越智光夫編「特集:すぐに役立つ日常整形外科診療に対する私の工夫『Monthly Book Orthopaedics』」22号No.5、全日本病院出版会、2009年5月増刊、82頁。
4. 越智光夫編『カラーアトラス膝・足の外科』中外医学社、2010年、589頁。
5. 越智光夫編著『自分にしかできないことはなんだろう』PHP研究所、2017年、239頁。
6. 越智光夫／佐藤利行（共著）　『胡蝶は夢なのか―知っておきたい中国故事』　中央公論新社、2021年、190頁。

## 著書/英語
代表的な英語著書は、以下の通り。
1. Mitsuo Ochi and Atsuo Nakamae. ACL Injury and Its Treatment (Mitsuo Ochi, Konsei Shino, Kazunori Yasuda, Masahiro Kurosaka Eds.) History and Advantages of ACL Augmentation. Springer Japan:335-348, 2016.
2. Ibrahim Faith Cengiz, J. Miguel Oliveira, Mitsuo Ochi, Atsuo Nakamae, Nobuo Adachi, Rui Luis Reis. “Biologic” Treatment for Meniscal Repair (João Espregueira-Mendes, C. Niek van Dijk, Philippe Neyret, Moises Cohen, Stefano Della Villa, Helder Pereira, J. Miguel Oliveira (Eds.). Injuries and Health Problems in Football---What Everyone Should Know. Springer: 679-686, 2017.
3. Nakasa T, Adachi N, Ochi M. Clinical Orthobiological Approach to Acute Cartilage Injury: Pros and Cons (Gobbi, A., Espregueira-Mendes, J., Lane, J.G., Karahan, M. Eds.) Bio-orthopaedics: A new approach. Springer:503-515, 2017.
4. Mitsuo Ochi. Foreword. The Illustration Book of Cartilage Repair (Deepak Rajkumar Goyal Eds.). Springer Japan, 2020.

## テレビ・ラジオ番組
1. TBS「報道特集」 2000年10月22日
2. TBS「報道特集」　2000年12月10日
3. NHK Eテレ　サイエンスZERO 「ひざの痛みを再生医療で治せ」 2003年10月15日
4. TBS 「夢の扉」 2009年10月25日
5. TBS「夢の扉＋」 2013年8月25日
6. 日本テレビ 2014FIFAワールドカップデイリー『明日ギリシャに絶対勝たなアカンSP』 2014年6月19日
7. 中東の衛星テレビ局「アルジャジーラ」の医学番組「The Cure（ザ・キュア）」 2016年7月4日
8. BS-TBS 「ヒポクラテスの誓い」 2017年12月23日
9. NHKワールド放送　医療番組「Medical Frontiers」インタビュー 2019年5月14日